# 秋田県道56号秋田天王線
秋田県道56号秋田天王線（あきたけんどう56ごう あきたてんのうせん）は、秋田県秋田市から潟上市までの県道（主要地方道）である。

## 概要
当路線は起点の秋田市下浜羽川で国道7号と別れ、JR東日本下浜駅前を通り、国道7号と合流。同市浜田滝の下で別れてJR東日本 羽越本線 新屋駅近くを通り、秋田大橋で雄物川を渡ると、茨島交差点で国道13号に接続する。茨島交差点からは国道7号交点まで新国道（後述）と呼ばれる区間で、秋田市の中心部を南北に縦断し、臨海道路入口交差点で再び国道7号に合流する。
秋田市飯島道東の北港入口交差点で国道7号から西へ分岐し、日本海の海岸沿いを北上して、道の駅てんのう付近（潟上市天王字蒲沼・終点）で国道101号に合流する。
起点近くでは秋田砂丘の林間を、秋田港以北では日本海の砂浜海岸沿いを通り、それ以外の区間は市街地を通る。

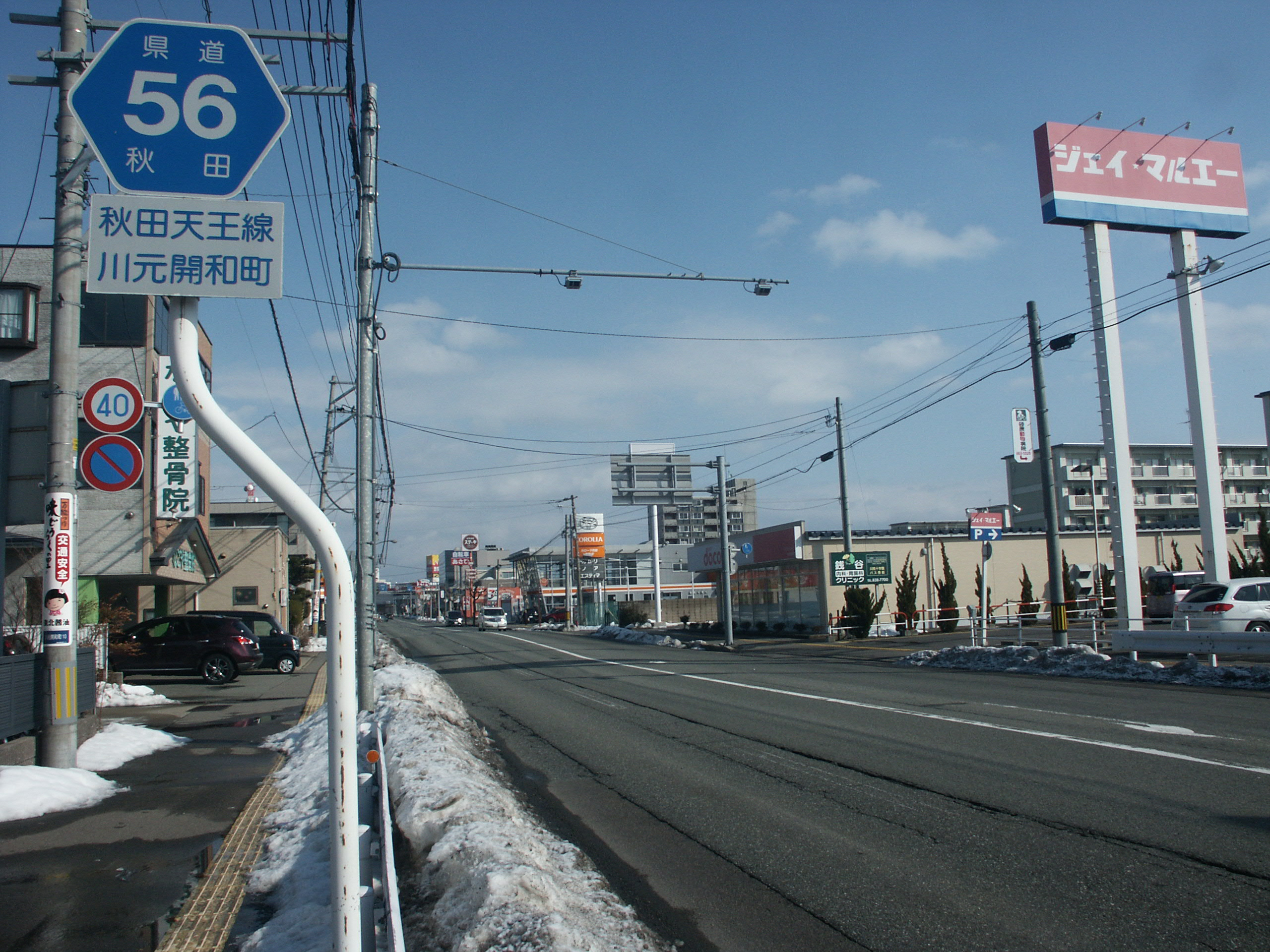
秋田市川元開和町付近

### 路線データ
- 総延長：36.5 km[2]
- 実延長 : 31.3 km[2]
- 起点 : 秋田県秋田市下浜羽川字上野1番地7号地先（国道7号交点）[3][4]北緯39度36分0.16秒 東経140度3分41.9秒
- 終点 : 秋田県潟上市天王字蒲沼92番1地先（棒沼台交差点、国道101号交点）[3]北緯39度51分37.8秒 東経140度0分32.44秒
- 未供用区間 : なし[2]

## 歴史
- 1993年（平成5年）5月11日 - 建設省により県道新屋土崎港線の一部と県道秋田男鹿線の一部が主要地方道秋田天王線に指定される[5]。
- 1994年（平成6年）4月1日 - 県道新屋土崎港線と県道秋田男鹿線の主要地方道の区間が秋田天王線として秋田県道に認定される[3]。
- 2002年（平成14年）9月20日 - 国道101号バイパス開通とともに当県道の終点（国道101号交点）の位置を変更する[6]。
- 2003年（平成15年）12月16日 - 秋田市浜田字滝ノ原（のちの起点）から同市川元開和町まで開通し、道路の区域変更と供用を開始した[7]。
- 2013年（平成25年）9月6日 - 秋田県立大学の南側を通る支線（現道と国道7号との接続線）が供用開始する[8]。
- 2014年（平成26年）4月8日 - 支線の一部（秋田市下新城中野字街道端西234番2地内）が供用開始する[9]。
- 2014年（平成26年）8月1日 - 秋田市飯島道東一丁目1から下新城中野字街道端西までの経路を1本化し、支線を区域除外[10]。
- 2022年（令和4年）1月21日 - 秋田市下浜羽川字上野から秋田市浜田字滝の原の区間が区域追加・供用（一般国道7号に重用）[4]。
- 2022年（令和4年）3月29日 - 秋田市飯島字古道下川端から上新城中字南波掛の区間（秋田港アクセス道路）が区域追加[11]。
- 2022年（令和4年）4月1日 - 国道7号下浜道路に並行する旧道の秋田市下浜羽川字上野から下浜桂根字浜田までが国道7号の区域を外れ、秋田県に移管される[12]。

## 路線状況

### 都市計画道路
以下の都市計画道路と路線が一部重複する。
- 新屋土崎線
- 大浜上新城線

### バイパス
- 秋田港アクセス道路
  - 秋田港と秋田北ICを結ぶアクセス道路である。現在のアクセス経路には滞留長の短い踏切や鋭角交差点が存在し、また渋滞箇所があるため、これらをバイパスするするものである。秋田県により2019年度（平成31年度）に事業化された。都市計画道路の路線名は3･6･13号大浜上新城線[13]。
  - 道路規格 - 第3種第2級
  - 設計速度 - 60 km/h
  - 幅員 - 10.0 m
    - 車線幅 - 3.5 m

### 別名・愛称
新国道
当路線のうち、国道7号の旧道にあたる区間の一部は「新国道」の愛称で親しまれている。新国道と呼ばれる区間は、山王十字路から土崎臨海十字路交差点とする場合と、茨島交差点から土崎臨海十字路交差点とする場合がある。江戸時代以来の羽州街道がそのまま国道（旧道路法に基づく、いわゆる大正国道の5号）だった時代に鉄砲町交差点から中央一丁目交差点（それぞれ山王十字路の北300m、土崎臨海十字路の東100m）までが新しくバイパスとして建設され、その時「新国道」と呼ばれるようになったため、前者が当初新国道と呼ばれた区間に近いが、明確な区間の定義がなされておらず人によってさまざまである。「新国道」の愛称は、1974年（昭和49年）に秋田北バイパスが開通し当路線が国道7号の指定を解除された後も、秋田中央交通の路線バスの経路名（新国道経由土崎線など）や沿道の施設名・店舗名（秋田新国道郵便局、新国道モールなど）に広く使われ続けている。

### 重複区間
- 秋田県道65号寺内新屋雄和線（秋田市浜田館ノ丸・大森山動物園交差点 - 秋田市新屋表町・新屋駅入口交差点）
- 国道7号・国道101号・国道285号（土崎港南一丁目・臨海道路入口交差点 - 秋田市飯島道東・北港入口交差点）、3.3km[2]
- 国道7号（秋田市下浜羽川字上野 - 秋田市下浜桂根字浜田）

### 冬期閉鎖区間
- なし[19]

### 交通不能区間
- なし[20]
- 期日指定通行規制区間 : 秋田県秋田市山王三丁目4番地先（東北電力前交差点） - 秋田市山王二丁目11番地24号先（鉄砲町交差点）
  - 竿灯期間中の毎年8月3日 - 6日の18時15分 - 21時30分[21][22]

### 道路施設

#### 道の駅
- あきた港（国道7号重複区間[23]）
- てんのう（終点付近）

#### 橋梁
- 秋田大橋（雄物川）
- 秋田小橋（旧東北肥料専用線跡）[24]
- 旭橋（旭川）
- 草生津川橋（草生津川）
- 相染跨線橋（奥羽本線貨物支線、国道7号重複区間）

## 地理

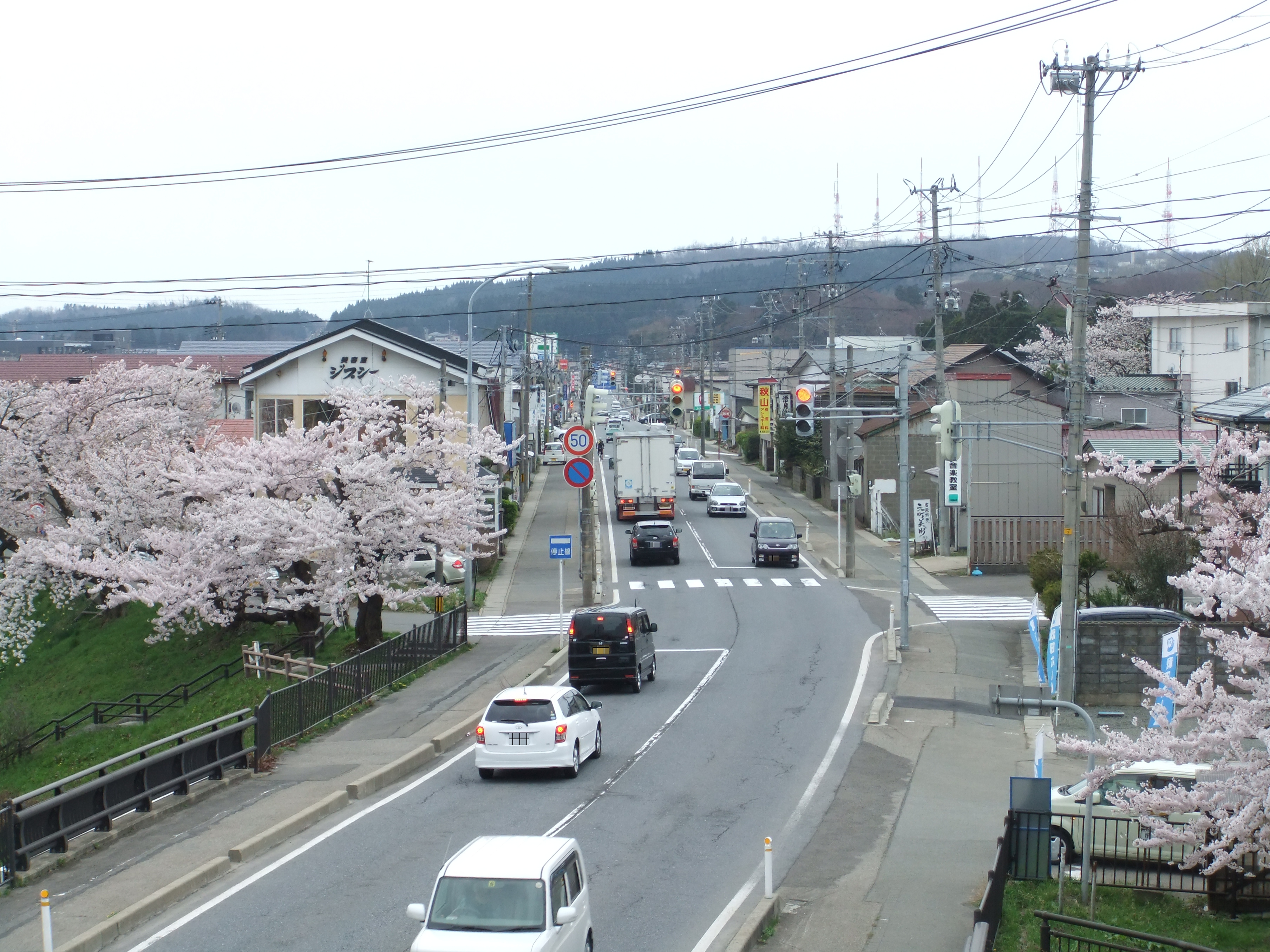
新屋大川町より南方向

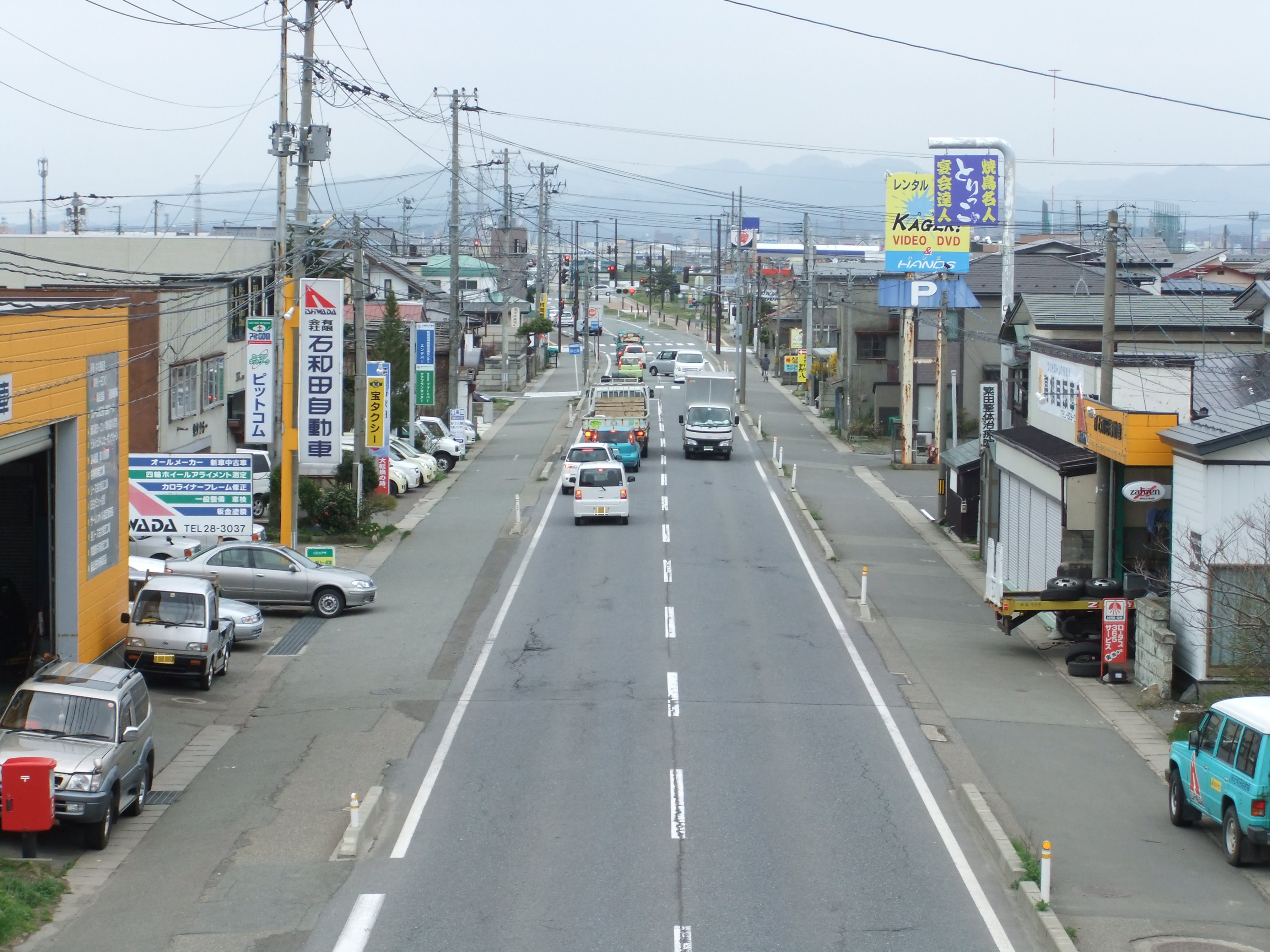
新屋大川町より北方向

起点から国道7号の接続点（臨海道路入口交差点）までは、秋田北バイパスおよび秋田南バイパスが完成するまで国道7号の本線だった区間である。秋田南バイパス全線開通後の2004年（平成16年）4月1日に起点から茨島交差点までの区間が国道指定を解除され本県道に編入されるまで、当県道の経路は幾度となく変更されている。
なお、茨島交差点は、追突事故・右折時の衝突事故が年間を通して多発し、山王交差点は事故が多い交差点で、2013年（平成25年）で秋田県ワースト2（山王十字路交差点）になるなど危険な交差点である。（秋田魁新報調べ）

### 交差する道路
| 施設名                                               | 接続路線名                                                                          | 備考                                   | 所在地                                                                |
| ---------------------------------------------------- | ----------------------------------------------------------------------------------- | -------------------------------------- | --------------------------------------------------------------------- |
|                                                      | 国道7号（下浜道路）                                                                 | 起点                                   | 秋田市下浜羽川字上野                                                  |
|                                                      | 秋田県道240号川添下浜停車場線                                                       |                                        | 秋田市下浜羽川字下野                                                  |
| 下浜駅                                               |                                                                                     |                                        | 秋田市下浜羽川字下野                                                  |
|                                                      | 国道7号（下浜道路）                                                                 |                                        | 秋田市下浜桂根字浜田                                                  |
| 以下、国道7号と重複                                  |                                                                                     |                                        |                                                                       |
| 浜田滝川交差点 （立体）                              | 国道7号（秋田南バイパス）                                                           |                                        | 秋田市浜田字滝ノ原                                                    |
| 大森山動物園交差点                                   | 秋田県道65号寺内新屋雄和線                                                          | 県道65現道・新屋豊岩線交点             | 秋田市浜田字館ノ丸北緯39度40分14.21秒 東経140度4分56.75秒             |
| 新屋駅入口交差点                                     | 秋田県道65号寺内新屋雄和線                                                          |                                        | 秋田市新屋表町北緯39度40分50.6秒 東経140度5分6.92秒                   |
| 茨島交差点                                           | 国道13号（秋田北バイパス、国道46号重複区間）                                        | 事故多発地点                           | 秋田市茨島二丁目北緯39度42分11.87秒 東経140度6分18.14秒               |
| 山王五丁目交差点                                     | 秋田市道川尻広面線                                                                  | ドン.キホーテ秋田店前                  | 秋田市山王五丁目                                                      |
| 山王十字路交差点 （旭北出入口）                      | 秋田県道26号秋田停車場線 （秋田県道62号秋田北野田線・秋田中央道路）                 | 事故多発地点 県道62号起点              | 秋田市旭北錦町北緯39度43分9.7秒 東経140度6分29.7秒 （秋田市旭北栄町） |
| 操車場入口交差点                                     | 秋田県道126号秋田操車場線                                                           | 県道126号終点                          | 秋田市泉字登木北緯39度44分12.16秒 東経140度5分52.48秒                 |
| 野村交差点                                           | 秋田県道72号秋田北インター線                                                        | 県道72号終点                           | 秋田市外旭川字三千刈北緯39度44分33.12秒 東経140度5分32.43秒           |
| 以下、国道7号重複区間（＝重複 国道101号・国道285号） |                                                                                     |                                        |                                                                       |
| 土崎臨海十字路交差点                                 | 国道7号（秋田北バイパス、国道101号・国道285号重複区間）                             |                                        | 秋田市土崎港南一丁目北緯39度44分59.07秒 東経140度4分1.3秒             |
| 道の駅あきた港                                       |                                                                                     | 秋田県臨港道路経由                     | 秋田市土崎港西一丁目                                                  |
| 臨港警察署入口交差点                                 | 秋田県道25号秋田港線                                                                | 県道25号終点                           | 秋田市土崎港西三丁目北緯39度45分14.71秒 東経140度4分1.1秒             |
| 土崎公民館入口交差点                                 | 秋田県道161号土崎停車場線                                                           | 県道161号終点                          | 秋田市土崎港中央五丁目北緯39度45分27.31秒 東経140度4分3.34秒          |
| 相染こ線橋北交差点                                   | 秋田県道231号上新城土崎港線                                                         | 県道231号終点                          | 秋田市土崎港北七丁目北緯39度45分54.69秒 東経140度4分5.17秒            |
| 北港入口交差点                                       | 国道7号 （＝重複 国道101号・国道285号） （秋田県道112号久保秋田線 国道7号経由150m） |                                        | 秋田市飯島道東北緯39度46分43.93秒 東経140度4分5.73秒                  |
| 以上、国道7号重複区間（＝重複 国道101号・国道285号） |                                                                                     |                                        |                                                                       |
| 出戸浜海水浴場前交差点                               | 秋田県道123号出戸浜停車場出戸浜線                                                   | 県道123号終点                          | 潟上市天王字下浜山北緯39度50分25秒 東経140度0分50.9秒                 |
| 道の駅てんのう                                       |                                                                                     |                                        | 潟上市天王字江川上谷地                                                |
| 棒沼台交差点                                         | 国道101号 （秋田県道104号男鹿昭和飯田川線）                                         | 終点 県道104号には国道101号 600mで接続 | 潟上市天王字蒲沼                                                      |

### 沿線の施設

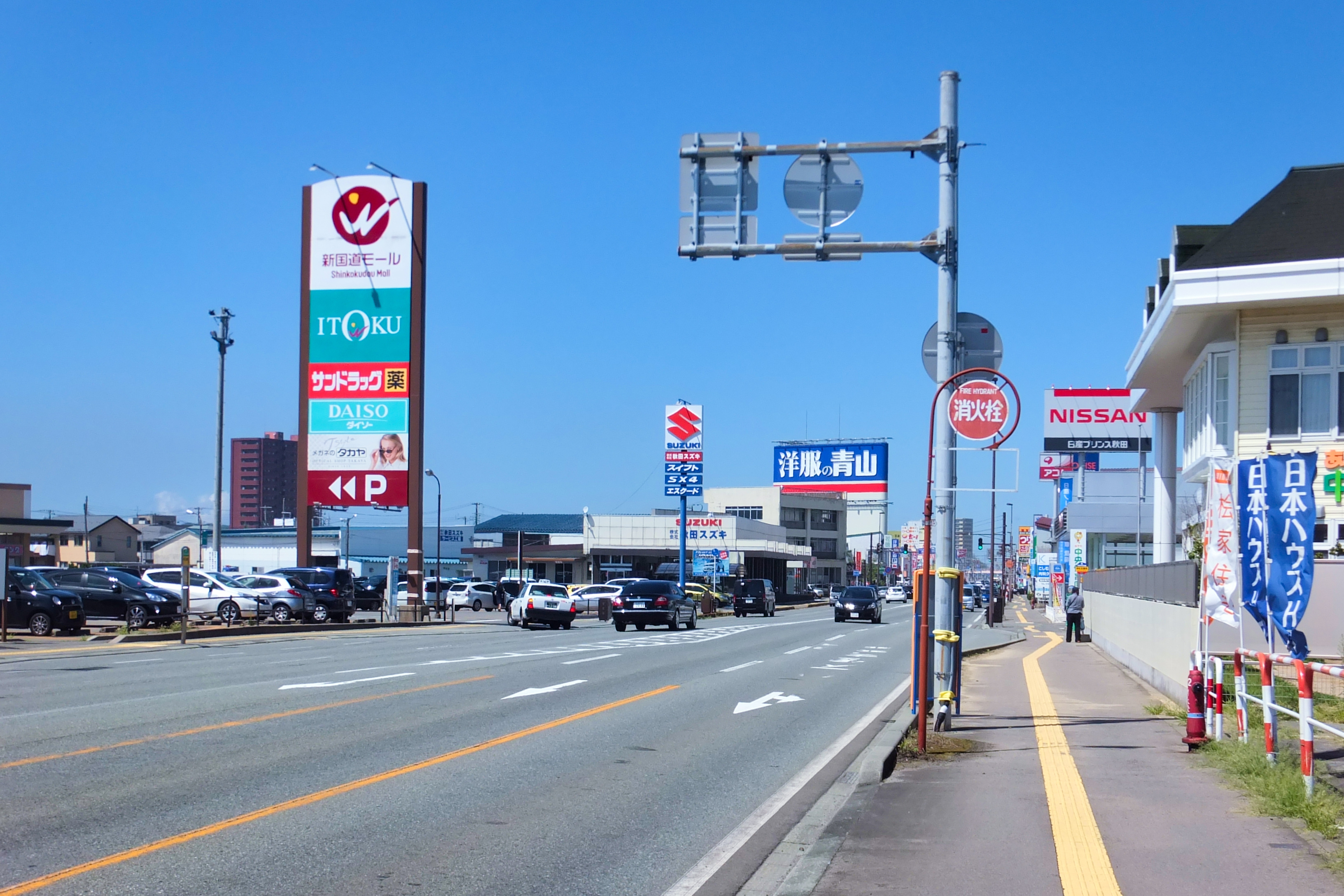
保戸野千代田町付近にて。山王十字路以北の沿道では新国道モールなどの「新国道」を称した施設が並ぶ。

- JR東日本 羽越本線 下浜駅・桂根駅（桂根駅は滝の下から国道7号を南に800メートル）
  - 桂浜海水浴場
- 大森山公園（大森山動物園）
- 秋田市西部市民サービスセンター
- JR東日本 羽越本線 新屋駅（県道65号経由）
- 秋田市立秋田西中学校
- イオンタウン茨島パワーセンター
- 秋田県庁（県道26号経由）
- 秋田市役所（県道26号経由）
- 秋田銀行本店
- 秋田中央郵便局
- 新国道モール（いとく新国道店）
- 秋田県立秋田中央高等学校
- 土崎ショッピングセンター（イオン土崎港店）
- 秋田臨港警察署
- 秋田市北部市民サービスセンター
- JR東日本 奥羽本線 土崎駅（県道161号経由）・上飯島駅
- 秋田港
- 秋田県立大学
- 出戸浜海水浴場
- JR東日本 男鹿線 出戸浜駅（県道123号経由）
- 潟上市役所